# عسبلة (نبات)
عُسَبِلَة (الاسم العلمي: Anarrhinum)، جنس نباتات عشبية من فصيلة الحملية. أنواعه المؤكدة ثمانية.

## الأنواع
هناك ثمانية أنواع مؤكدة
- Anarrhinum bellidifolium (L.) Willd.
- Anarrhinum corsicum Jord. & Fourr.
- Anarrhinum duriminium (Brot.) Pers.
- Anarrhinum forsskaolii (J.F.Gmel.) Cufod.
- Anarrhinum fruticosum Desf.
- Anarrhinum intermedium C.Simon
- Anarrhinum longipedicellatum R.Fern.
- Anarrhinum pedatum Desf.